# Střelské Hoštice (zámek)
Střelské Hoštice jsou tvrz přestavěná na zámek ve stejnojmenné obci v okrese Strakonice. Zámek byl postaven na místě starší tvrze založené na břehu řeky Otavy nejspíše okolo roku 1500. Dochovaná podoba je výsledkem barokní přestavby a pozdějších úprav z devatenáctého a dvacátého století. Zámecký areál je chráněn jako kulturní památka. V hlavní budově sídlí Muzeum řeky Otavy a voroplavby.

## Historie
Prvním panským sídlem ve Střelských Hošticích býval ve čtrnáctém století nejspíše jen dvorec. Tvrz na místě dochovaného zámku vybudovali nejspíše až Kraselovští z Kraselova okolo roku 1500, i když zápis do obnovených desk zemkých z roku 1544 ji neuvádí. Vesnici si do nich nechal zapsat Kuneš Kraselovský z Hoštic, který roku 1563 zemřel bez potomků a tvrz je poprvé zmíněna v jeho závěti. Spolu s Hošticemi, čtyřmi dvory a jedenácti dalšími vesnicemi ji odkázal 
synovcům Šebestiánovi, Kunatovi a Petrovi Pešíkům z Komárova. Bratři se roku 1569 dohodli tak, že panství připadlo Šebestiánovi, který oba zbývající bratry vyplatil a pravděpodobně nechal starou tvrz přestavět na renesanční zámek. Později statek zdědil Petr Pešík, který se zúčastnil stavovského povstání v letech 1618–1620, za což byl odsouzen ke ztrátě majetku. Roku 1623 Hoštice koupil Jindřich Libštejnský z Kolovrat a připojil je ke střelskému panství.
Později panství získal Jindřichův synovec, jezuita Václav František, který roku 1654 určil, že výnosy střelského panství budou po dobu deseti let využity k úhradě nákladů spojených se stavbou řádového domu v Praze. V roce 1666 zámek vyhořel, ale brzy byl obnoven. Ve druhém desetiletí osmnáctého století byly přestavovány hospodářské budovy, jejichž součástí se stal pivovar přestěhovaný ze Střely, a samotný zámek byl přestavěn v barokním slohu. Když byl jezuitský řád roku 1773 zrušen, převzal jeho majetek studijní fond, od kterého Hoštice koupil v roce 1809 pražský měšťan Erasmus Obst. Jeho potomkům patřil až do roku 1885, kdy byl zámek prodán v dražbě. V následujícím období se majitelé zámku často střídali, až jej roku 1923 koupil Haléřový fond dělnictva Škodových závodů v Plzni. Fond nechal zámecké budovy upravit na dětskou a ženskou ozdravovnu a v letech 1927–1928 přistavěl druhé patro.

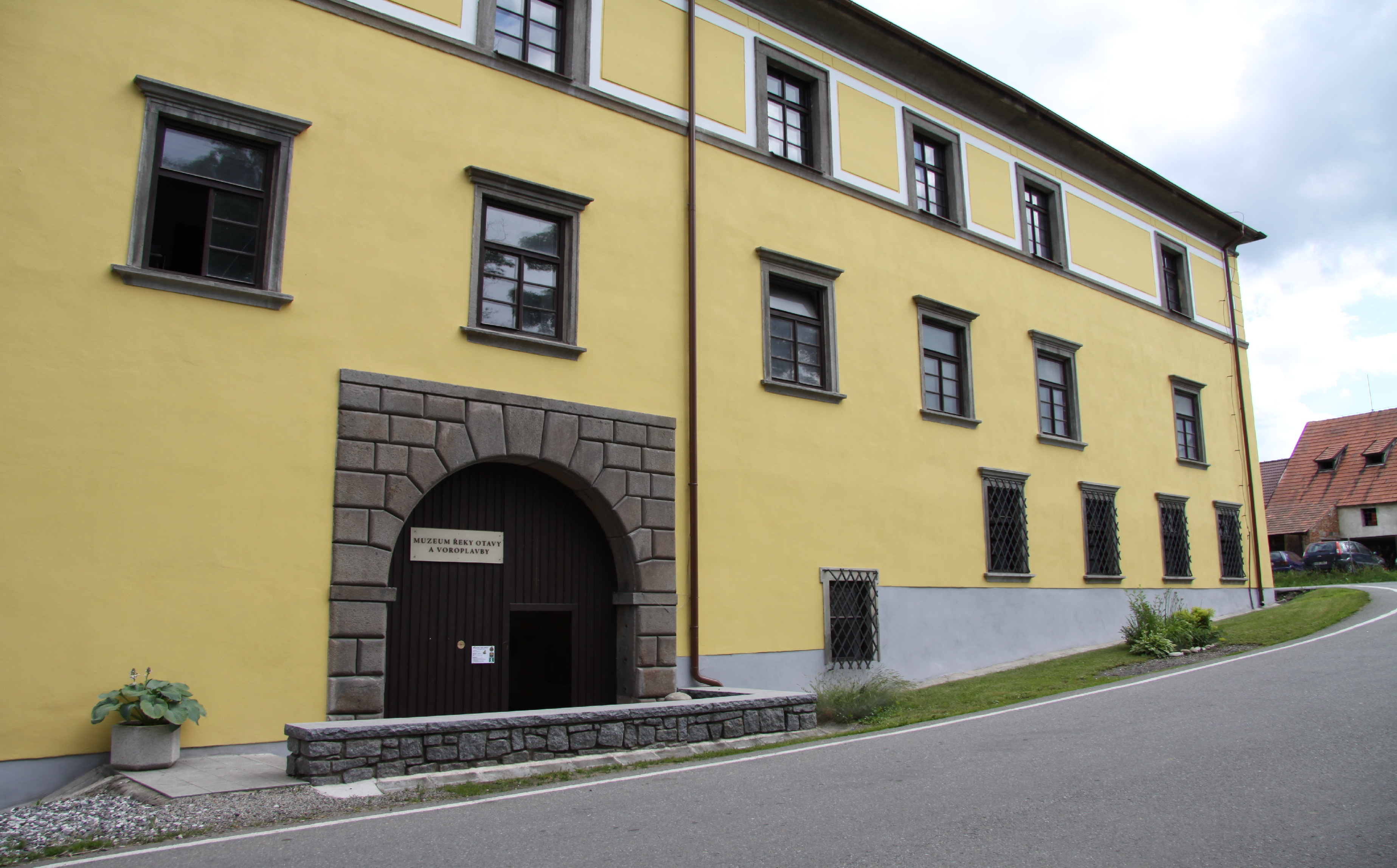
Vstupní portál

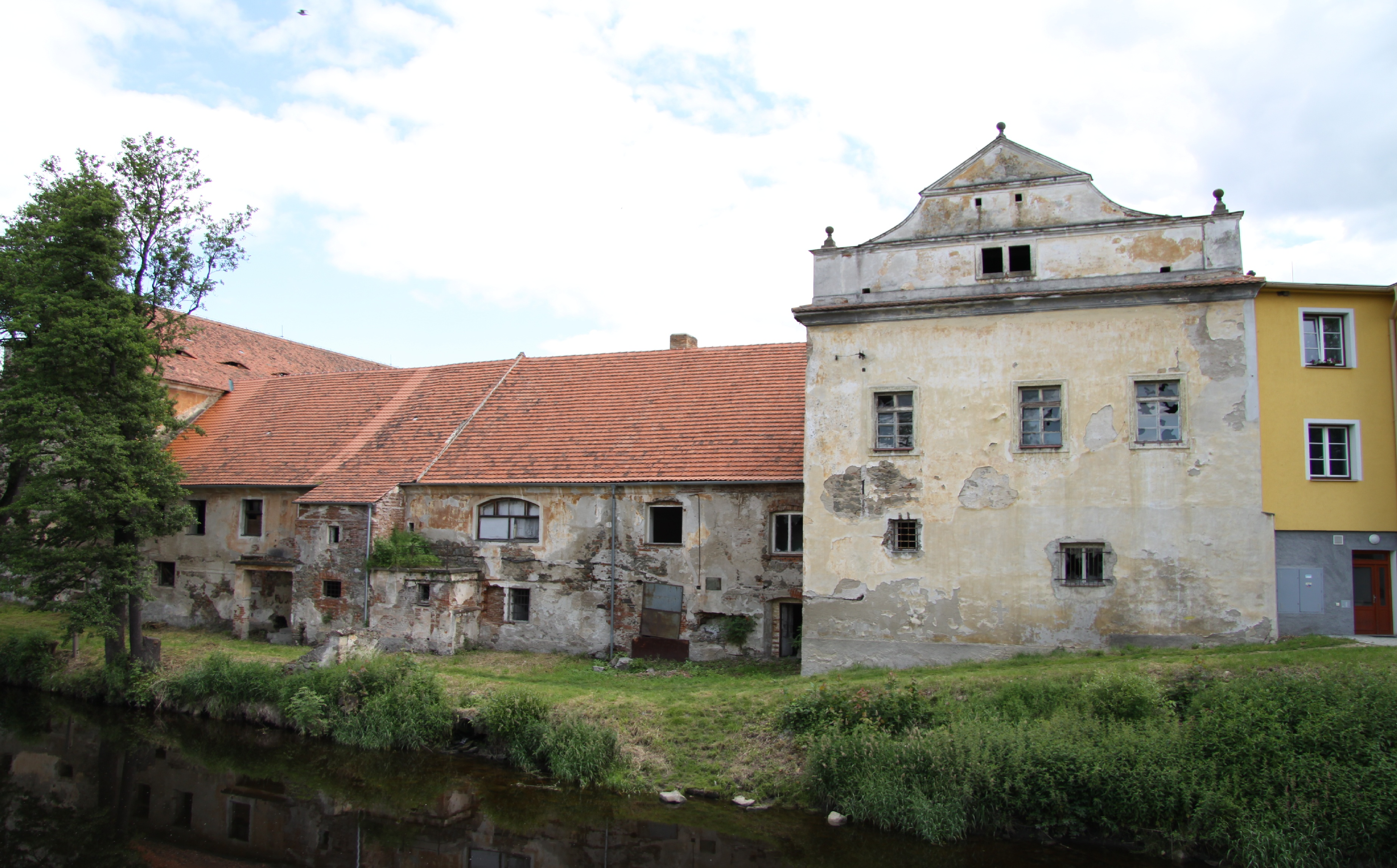
Hospodářské budov na břehu řeky

Po druhé světové válce zámek využívala vojenská posádka. Vojáci necitlivě zasáhli do dispozice zámku. Odstranili původní dlažby, vyměnili okna a dveře a na místě starších budov postavili ošetřovnu s kinem a ubytovací objekt se spojovacím křídlem k zámku. V letech 1961–1962 opravili vodovod, ústřední vytápění a okenní výplně. Po vojácích získala zámek obec Střelské Hoštice a zahájila rekonstrukci budov. Od roku 2006 v zámku sídlí Muzeum řeky Otavy a voroplavby s galerií.

## Stavební podoba
Zámecký areál se nachází na levém břehu Otavy. Vlastní dvoupatrový zámek má dvě křídla. Fasády jsou členěné pravoúhlými okny s kamennými římsami. Ještě v polovině dvacátého století byly na fasádách zřetelné zbytky psaníčkových sgrafit. Původním hlavním vstupem byl bosovaný portál v jižním křídle. Přízemí interiéru je renesanční, ale první patro bylo významně upraveno během barokní přestavby.
Gotické prvky se dochovaly zejména v objektech západně od jižního křídla zámku, od kterého jsou oddělené novostavbou ze dvacátého století bez architektonické hodnoty. Na západní straně areálu stojí barokní sýpka.